# 대한민국 민법 제520조
대한민국 민법 제520조는 영수의 기입청구권에 대한 민법 채권법 조문이다.

## 조문
제520조(영수의 기입청구권) ① 채무자는 변제하는 때에 소지인에 대하여 증서에 영수를 증명하는 기재를 할 것을 청구할 수 있다.
②일부변제의 경우에 채무자의 청구가 있으면 채권자는 증서에 그 뜻을 기재하여야 한다.

第520條(領收의 記入請求權) ① 債務者는 辨濟하는 때에 所持人에 對하여 證書에 領收를 證明하는 記載를 할 것을 請求할 수 있다.
②一部辨濟의 境遇에 債務者의 請求가 있으면 債權者는 證書에 그 뜻을 記載하여야 한다.

## 참고 문헌
- 오현수, 일본민법, 진원사, 2014. ISBN 9788963463452
- 오세경, 대법전, 법전출판사, 2014 ISBN 9788926210277
- 이준현 , LOGOS 민법 조문판례집, 미래가치, 2015. ISBN 9791155020869

## 같이 보기
- 어음